# Olympische Sommerspiele 2016/Teilnehmer (Costa Rica)
| Gelbes Symbol für Goldmedaillen mit stilisierten Olympischen Ringen | Graues Symbol für Silbermedaillen mit stilisierten Olympischen Ringen | Braundes Symbol für Bronzemedaillen mit stilisierten Olympischen Ringen |
| ------------------------------------------------------------------- | --------------------------------------------------------------------- | ----------------------------------------------------------------------- |
| —                                                                   | —                                                                     | —                                                                       |

Costa Rica nahm an den Olympischen Spielen 2016 in Rio de Janeiro teil. Es war die insgesamt 14. Teilnahme an Olympischen Sommerspielen. 

## Teilnehmer nach Sportarten

### Beachvolleyball
| Athleten                          | Gruppenphase                                        | Gruppenphase                                             | Gruppenphase | Gruppenphase | Achtelfinale  | Achtelfinale  | Viertelfinale | Viertelfinale | Halbfinale    | Halbfinale    | Finale        | Finale        | Rang          |
| Athleten                          | Gegner                                              | Ergebnis                                                 | Punkte       | Rang         | Gegner        | Ergebnis      | Gegner        | Ergebnis      | Gegner        | Ergebnis      | Gegner        | Ergebnis      | Rang          |
| --------------------------------- | --------------------------------------------------- | -------------------------------------------------------- | ------------ | ------------ | ------------- | ------------- | ------------- | ------------- | ------------- | ------------- | ------------- | ------------- | ------------- |
| Frauen                            |                                                     |                                                          |              |              |               |               |               |               |               |               |               |               |               |
| Natalia Alfaro Karen Cope Charles | Bawden / Clancy Meppelink / van Iersel Pazo / Agudo | 0:2 (15:21, 14:21) 0:2 (16:21, 16:21) 0:2 (16:21, 19:21) | 3            | 4            | ausgeschieden | ausgeschieden | ausgeschieden | ausgeschieden | ausgeschieden | ausgeschieden | ausgeschieden | ausgeschieden | ausgeschieden |

### Judo
| Athleten       | Wettbewerb | 1. Runde | 1. Runde    | 2. Runde      | 2. Runde      | Viertelfinale | Viertelfinale | Halbfinale / Trostrunde | Halbfinale / Trostrunde | Finale / Platz 3 | Finale / Platz 3 | Rang |
| Athleten       | Wettbewerb | Gegner   | Ergebnis    | Gegner        | Ergebnis      | Gegner        | Ergebnis      | Gegner                  | Ergebnis                | Gegner           | Ergebnis         | Rang |
| -------------- | ---------- | -------- | ----------- | ------------- | ------------- | ------------- | ------------- | ----------------------- | ----------------------- | ---------------- | ---------------- | ---- |
| Männer         |            |          |             |               |               |               |               |                         |                         |                  |                  |      |
| Miguel Murillo | bis 73 kg  | S. Ōno   | 000s3:100s0 | ausgeschieden | ausgeschieden | ausgeschieden | ausgeschieden | ausgeschieden           | ausgeschieden           | ausgeschieden    | ausgeschieden    | 17   |

### Leichtathletik
Laufen und Gehen 
| Athleten       | Wettbewerb   | Runde 1 | Runde 1 | Halbfinale    | Halbfinale    | Finale        | Finale        | Rang |
| Athleten       | Wettbewerb   | Zeit    | Rang    | Zeit          | Rang          | Zeit          | Rang          | Rang |
| -------------- | ------------ | ------- | ------- | ------------- | ------------- | ------------- | ------------- | ---- |
| Frauen         |              |         |         |               |               |               |               |      |
| Sharolyn Scott | 400 m Hürden | 58,27 s | 40      | ausgeschieden | ausgeschieden | ausgeschieden | ausgeschieden | 40   |
| Männer         |              |         |         |               |               |               |               |      |
| Nery Brenes    | 200 m        | 20,20 s | 8       | 20,33 s       | 15            | ausgeschieden | ausgeschieden | 15   |
| Nery Brenes    | 400 m        | 45,53 s | 17      | 45,02 s       | 14            | ausgeschieden | ausgeschieden | 14   |

 Springen und Werfen 
| Athleten        | Wettbewerb | Qualifikation | Qualifikation | Finale        | Finale        | Rang |
| Athleten        | Wettbewerb | Weite/Höhe    | Rang          | Weite/Höhe    | Rang          | Rang |
| --------------- | ---------- | ------------- | ------------- | ------------- | ------------- | ---- |
| Männer          |            |               |               |               |               |      |
| Roberto Sawyers | Hammerwurf | 70,08 m       | 10            | ausgeschieden | ausgeschieden | 10   |

### Radsport

#### Straße
| Athleten      | Wettbewerb    | Zeit      | Rang |
| ------------- | ------------- | --------- | ---- |
| Männer        |               |           |      |
| Andrey Amador | Straßenrennen | 6:30:05 h | 54   |

#### Mountainbike
| Athleten       | Wettbewerb    | Zeit      | Rang |
| -------------- | ------------- | --------- | ---- |
| Männer         |               |           |      |
| Andrey Fonseca | Cross-Country | 1:44:54 h | 33   |

### Schwimmen
| Athleten         | Wettbewerb          | Vorlauf     | Vorlauf | Halbfinale    | Halbfinale    | Finale        | Finale        | Rang |
| Athleten         | Wettbewerb          | Zeit        | Rang    | Zeit          | Rang          | Zeit          | Rang          | Rang |
| ---------------- | ------------------- | ----------- | ------- | ------------- | ------------- | ------------- | ------------- | ---- |
| Frauen           |                     |             |         |               |               |               |               |      |
| Marie Laura Meza | 100 m Schmetterling | 1:02,01 min | 36      | ausgeschieden | ausgeschieden | ausgeschieden | ausgeschieden | 36   |

### Triathlon
| Athleten        | Wettbewerb | Zeit      | Rang |
| --------------- | ---------- | --------- | ---- |
| Männer          |            |           |      |
| Leonardo Chacón | Einzel     | 1:49:06 h | 30   |